# Paul O'Neill (beisbolista)
Paul Andrew O'Neill (Columbus, Ohio, 25 de febrero de 1963), más conocido como Paul O'Neill, es un exjugador profesional estadounidense de béisbol que se desempeñó en la posición de jardinero derecho en las Grandes Ligas de Béisbol (MLB).

## Carrera
O'Neill jugó como profesional ocho temporadas en Cincinnati Reds (1985-1992), después pasó a New York Yankees, donde jugó nueve temporadas (1993-2001), y fue el equipo en el que se retiró.

## Títulos
Fue campeón de bateo de la Liga Americana en una oportunidad (1994).